# Burg Gevern
Die Burg Gevern im Ortsteil Küntrop der Stadt Neuenrade war eine mittelalterliche Befestigungsanlage in Form einer Motte. In unmittelbarer Nähe wurde 2013 der Nachbau einer Motte (Motte Küntrop) errichtet.

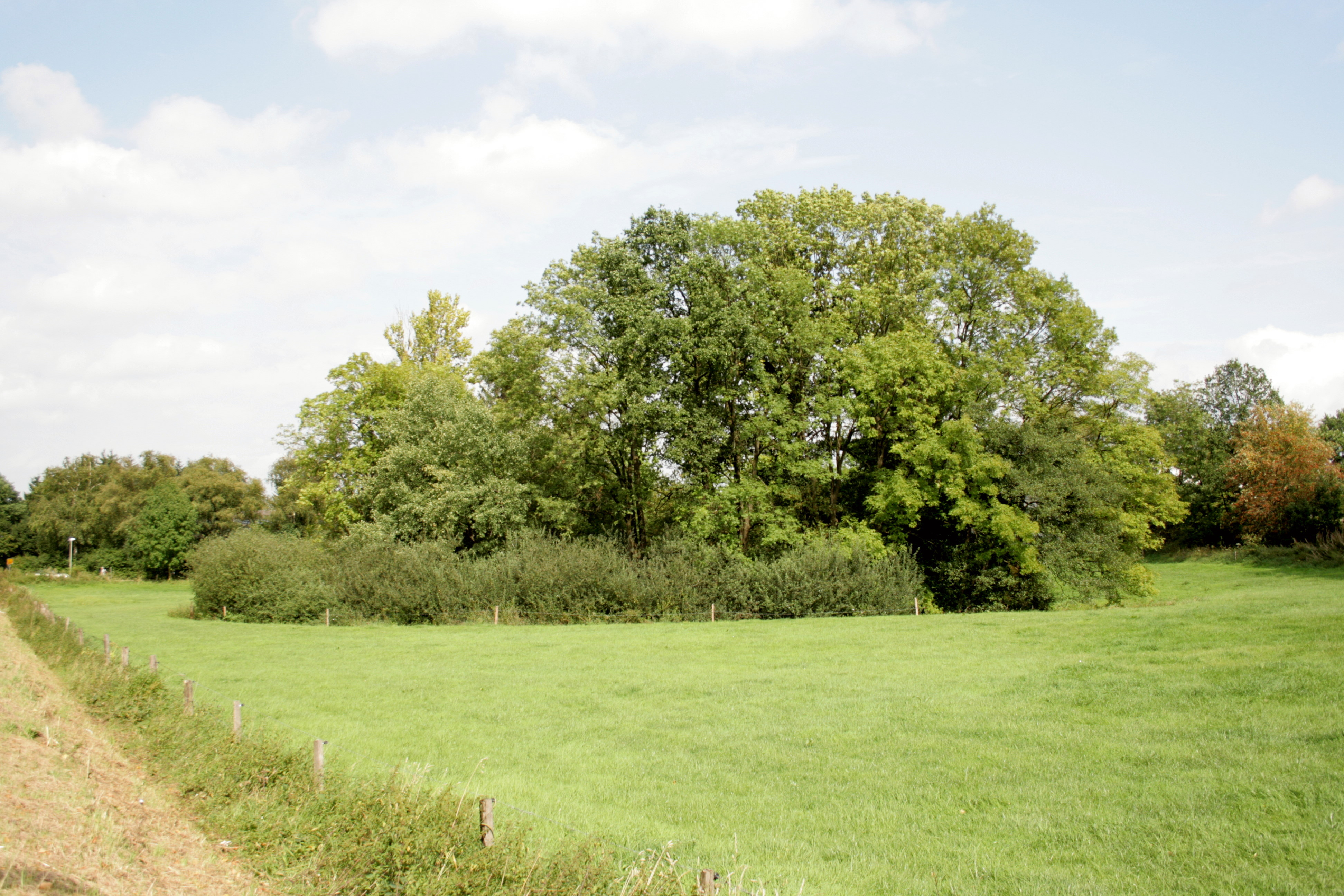
Das Gelände der Burg ist von einem dichten Baumbestand bewachsen

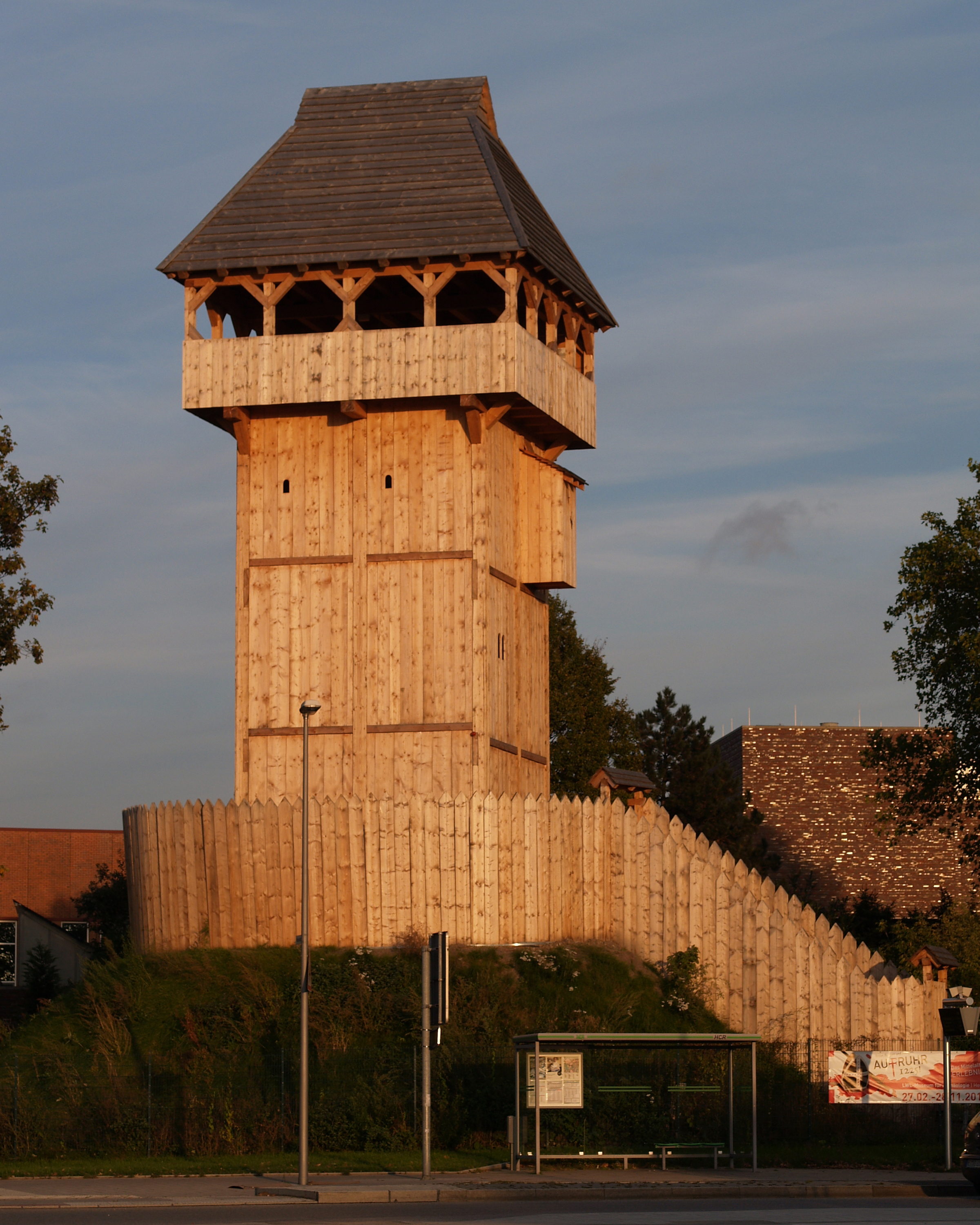
Die Motte zur AufRuhr-Ausstellung des LWL-Museums für Archäologie, seit 2013 in der Nähe der früheren Burg Gevern. Es handelt sich um einen idealtypischen Bau und nicht um eine Rekonstruktion von Burg Gevern selbst

## Geschichte
Gevern wurde 1074 erstmals urkundlich erwähnt. Dort wurde später von den Grafen von Arnsberg eine Burg errichtet. Sie schützte damit die Grenze gegen die Grafschaft Mark. Die Entstehungszeit lag vermutlich nicht vor 1200. Nach anderen Angaben wurde sie erst im Streit um die Hochfläche von Neuenrade zwischen der Grafschaft Mark und der Grafschaft Arnsberg um 1353 errichtet. Möglicherweise wurde damals eine bestehende Anlage auch nur befestigt. Dies richtete sich gegen die in Gründung befindliche Stadt Neuenrade. Graf Gottfried IV. von Arnsberg hat die Burg an Adelige, Mitglieder der Familie von Binolen, als Lehen gegeben. Im Jahr 1354 hat er sein Haus Gevern den Erzbischöfen von Köln zu Lehen aufgetragen. Bei den militärischen Auseinandersetzungen zwischen Graf Gottfried IV. von Arnsberg und Engelbert III. von der Mark wurden Burg und Dorf 1355 zerstört und nicht wieder aufgebaut. Der märkische Chronist Levold von Northof schrieb: „Im Jahre des Herren 1355, nach Beilegung des Geldrischen Krieges, wird die Burg Geueren, die der Graf von Arnsberg befestigt hatte, zerstört.“ Steine und andere Reste wurden teilweise für andere Bauten insbesondere in der Stadt Neuenrade wieder verwertet. Die Bewohner wurden von Graf Engelbert III. zur Übersiedelung nach Neuenrade veranlasst.

## Anlage
Die Burg lag in einer sumpfigen Niederung. Es handelte sich höchstwahrscheinlich um eine Anlage in Form einer Motte. Die Hauptburg mit einem Turm lag auf einem künstlichen Hügel umgeben von einem Wassergraben. Der Standort der Burg ist noch heute im Gelände erkennbar. Der Bereich der Hauptburg war danach rundlich-oval mit Ausmaßen von 34 × 30 m. Das Gelände ist heute von einem dichten Baumbestand besetzt. Nur noch schwach zu erkennen, ist der bis zu 12 m breite Wassergraben. Die Burg ist heute ein Bodendenkmal.

## Motte Küntrop
Eine Attraktion der Mittelalterausstellung Aufruhr 1225 war die Rekonstruktion einer hölzernen, insgesamt 25 m hohen Turmhügelburg beim LWL-Museum für Archäologie in Herne. Die nach Ende der Ausstellung abgebaute Motte wurde etwa 250 m entfernt vom historischen Standort der Burg Gevern wieder aufgebaut und 2013 eröffnet.